# اسوتلانا نیکیشینا
اسوتلانا نیکیشینا (انگلیسی: Svetlana Nikishina؛ زادهٔ ۲۰ اکتبر ۱۹۵۸) بازیکن والیبال اهل اتحاد جماهیر شوروی سوسیالیستی بود.